# Praslowo (Kaliningrad)
Praslowo (russisch Праслово, deutsch Schönefeld, Kreis Gerdauen) ist ein Ort in der russischen Oblast Kaliningrad. Er gehört zur kommunalen Selbstverwaltungseinheit Munizipalkreis Osjorsk im Rajon Osjorsk.

## Geographische Lage
Praslowo liegt 23 Kilometer südwestlich der Rajonstadt Osjorsk (Darkehmen/Angerapp) an der Kommunalstraße 27K-193, die Ablutschje (Kurkenfeld) an der Regionalstraße 27A-025 (ex R508) mit Korolenkowo (Oschkin/Oschern) an der Regionalstraße 27A-037 (ex A197) verbindet. Ein Bahnanschluss besteht nicht.

## Geschichte
Im Jahre 1818 zählte die Gemeinde Schönefeld 171 Einwohner. Am 9. April 1874 wurde die Landgemeinde Schönefeld dem neu eingerichteten Amtsbezirk Kurkenfeld (heute russisch: Ablutschje) im Kreis Gerdauen zugeordnet. 1905 lebten in Schönefeld 152 Menschen. Am 30. September 1928 wurde die Landgemeinde Schönefeld mit dem Gutsbezirk Kurkenfeld zur neuen Landgemeinde Kurkenfeld zusammengeschlossen. Die Einwohnerzahl von Schönefeld blieb nahezu konstant – 1933: 154, 1939: 146.
Im Januar 1945 wurde Schönefeld von der Roten Armee besetzt. Die neue Polnische Provisorische Regierung ging zunächst davon aus, dass der Ort mit dem gesamten Kreis Gerdauen unter ihre Verwaltung fallen würde. Im Potsdamer Abkommen (Artikel VI) von August 1945 wurde die neue sowjetisch-polnische Grenze aber unabhängig von den alten Kreisgrenzen anvisiert, wodurch der Ort unter sowjetische Verwaltung kam. Im November 1947 erhielt er den russischen Namen Opuschki und wurde gleichzeitig dem Dorfsowjet Nekrassowski selski Sowet im Rajon Osjorsk zugeordnet. Die polnische Umbenennung des Ortes in Paszkowo im Oktober 1948 wurde nicht mehr wirksam. Von 2008 bis 2014 gehörte Praslowo zur Landgemeinde Nowostrojewskoje selskoje posselenije, von 2015 bis 2020 zum Stadtkreis Osjorsk und seither zum Munizipalkreis Osjorsk.

## Kirche
Aufgrund seiner überwiegend evangelischen Bevölkerung war Schönefeld bis 1945 in das Kirchspiel Karpowen (1938–1946 Karpauen) eingepfarrt. Es lag im Kirchenkreis Darkehmen (1938–1946 Angerapp) innerhalb der Kirchenprovinz Ostpreußens der Kirche der Altpreußischen Union.
In der Zeit der Sowjetunion war kirchliches Leben kaum erlaubt. Erst in den 1990er Jahren bildeten sich in der Oblast Kaliningrad zahlreiche neue evangelische Gemeinden. Sie schlossen sich zur Propstei Kaliningrad innerhalb der Evangelisch-Lutherischen Kirche Europäisches Russland zusammen. Praslowo liegt im Einzugsbereich der Gemeinde in Tschernjachowsk.

## Schule
Schönefeld war bis 1945 Schulort. Hier bestand eine zweiklassige Volksschule.